# Walt Faulkner
 Walt Faulkner  fou un pilot estatunidenc de curses automobilístiques nascut el 16 de febrer del 1920 a Tell, Texas.
Faulkner va córrer a la Champ Car a les temporades 1950-1956 incloent-hi la cursa de les 500 milles d'Indianapolis d'aquests anys.
Walt Faulkner va morir en un accident el 22 d'abril del 1956 disputant una cursa a Califòrnia.

## Resultats a la Indy 500
| Any    | Cotxe  | Sortida | Vel. mitja | Ranking | Final  | Voltes | V. líder | Retirat     |
| ------ | ------ | ------- | ---------- | ------- | ------ | ------ | -------- | ----------- |
| 1950   | 98     | 1       | 134.343    | 1       | 7      | 135    | 0        | Va acabar   |
| 1951   | 2      | 14      | 136.872    | 1       | 15     | 123    | 0        | Cigonyal    |
| 1953   | 23     | 14      | 137.117    | 10      | 17     | 176    | 0        | A 24 voltes |
| 1954   | 98     | -       | -          | -       | 12*    | 199    | ?        | A 1 volta   |
| 1955   | 77     | 7       | 139.762    | 16      | 5**    | 200    | 0        | Va acabar   |
| Totals | Totals | Totals  | Totals     | Totals  | Totals | 634    | 0        |             |

| Curses       | 4 |
| Poles        | 1 |
| Voltes líder | 0 |
| Victòries    | 0 |
| Top 5        | 1 |
| Top 10       | 2 |
| Retirades    | 1 |

(*) Cotxe compartit.

## A la F1
El Gran Premi d'Indianapolis 500 va formar part del calendari del campionat del món de la Fórmula 1 entre les temporades 1950 a la 1960.
Els pilots que competien a la Indy durant aquests anys també eren comptabilitats pel campionat de la F1.
Walt Faulkner va participar en 4 curses de F1, debutant al Gran Premi d'Indianapolis 500 del 1950.

### Palmarès a la F1
- Participacions: 4
- Poles: 1
- Voltes Ràpides: 0
- Victòries: 0
- Pòdiums: 0
- Punts vàlids per la F1: 1